# Sōya Yumoto
Sōya Yumoto (japanisch 湯本 創也 Yumoto Sōya; * 28. September 2001 in der Präfektur Tokio) ist ein japanischer Fußballspieler.

## Karriere
Yumoto erlernte das Fußballspielen in der Jugendmannschaft vom FC Tokyo. Die U23-Mannschaft des Vereins spielte in der dritten Liga, der J3 League. Bereits als Jugendspieler absolvierte er acht Drittligaspiele.